# Simulacrum
Simulacrum je studiové album amerického skladatele a hudebníka Johna Zorna. Vydáno bylo 17. března roku 2015 společností Tzadik Records. Jeho producentem byl Zorn, který na nahrávce však sám nehraje, jeho skladby interpretovali varhaník John Medeski, kytarista Matt Hollenberg a bubeník Kenny Grohowski. Zvukovým inženýrem při nahrávání byl Marc Urselli. Deska byla nahrána a smíchána v prosinci 2014 v newyorském studiu EastSide Sound. Autorkou designu obalu alba je Heung-Heung Chin (Chippy), která se Zornem spolupracovala i na řadě dalších desek.

## Seznam skladeb
Autorem všech skladeb je John Zorn.
| Pořadí         | Název              | Délka |
| -------------- | ------------------ | ----- |
| 1.             | The Illusionist    | 12:02 |
| 2.             | Marmarath          | 5:18  |
| 3.             | Snakes and Ladders | 5:28  |
| 4.             | Alterities         | 2:49  |
| 5.             | Paradigm Shift     | 4:35  |
| 6.             | The Divine Comedy  | 12:54 |
| Celková délka: | Celková délka:     | 43:07 |

## Obsazení
- John Medeski – varhany
- Matt Hollenberg – kytara
- Kenny Grohowski – bicí